# رگتس
رگتس (به مجاری:  Regéc) یک منطقهٔ مسکونی در مجارستان است که در بورشود-آبااوی-زمپلن واقع شده‌است.